# Mildenhall Bulldogs
Uniformes
Le Mildenhall Bulldogs est un club britannique de baseball basé à Feltwell (Norfolk) en Angleterre. Créé en 2009, le club évolue en National League, la première division britannique, depuis la saison 2010.

## Histoire
Créé en 2009 par Gabe Macias, le club remporte le titre de champion de AA (D3 britannique) en 2009 en écratant en finale les Alconbury Braves. Il est directement promu en National League, la première division britannique, en 2010.
À l'occasion de sa première saison au plus haut niveau national, les Nationals terminent cinquièmes de la poule unique de huit clubs et disputent un match de barrage contre le Southampton Mustangs pour une place en finale à quatre. Les Nationals s'inclinent lors de cette rencontre par 11 à 7.
Gabe Macias quitte le club durant l'hiver 2010-2011.

## Palmarès
- Champion AA (D3) : 2009.